# كينوبويسك
كينوبويسك هو موقع ويب من نوع قاعدة بيانات أفلام ‏ أنشئ في 7 نوفمبر 2003، الموقع ملك ياندكس، ويقع مقره الرئيسي في روسيا، وهو متوفر باللغة الروسية.

## وصلات خارجية
- الموقع الرسمي